# دولاجي
شهيدة إسنا في زمن الاضطهاد الذي أثاره دقلديانوس. وقام أريانوس والي أنصنا برحلة تجول في بلاد الصعيد ليرى مدى تنفيذ مراسيم الإمبراطور في تعذيب المسيحيين وقتلهم، وقد تردد على هذه المدينة على الأقل ثلاث مرات.
الزيارة الأولي: قدمت المدينة باكورة شهدائها القديسة الأم دولاجي وأولادها.
لم يرد شيء عن زوج دولاجي، ولا نعرف حتى اسمه، إذ يبدو أنها كانت أرملة. يذكر التاريخ أنها كانت غنية وزعت ما لديها علي الفقراء والمساكين. وحالما دخل أريانوس والي أنصنا مدينة إسنا قابله أبناءها الأربعة وهم صوروس وهرمان وأبانوفا وشنطاس، كانوا يسوقون دابة محملة بالبطيخ. فأوقفهم وأمرهم أن يسيروا معه للسجود للأوثان، لكن الصبية أبوا وأعلنوا مسيحيتهم. حاول معهم بالإغراء فلم يفلح، فأخذ الوالي يتوعدهم بأنه سيلحق بهم التعذيب حتى الموت، وأمهلهم لكي يتراجعوا عن إصرارهم. طار الخبر إلى أمهم دولاجي، والتي هّبت مسرعة إلى مكانهم. وأمام الوالي كانت تشجعهم وتقويهم، وأمر أريانوس بحبسهم جميعًا، تمهيدًا لمحاكمتهم. في داخل السجن أخذت الأم دولاجي تصلّي مع أولادها. وكانت تشجعهم وتخبرهم بأن الله قد أعدّ لهم مكانًا أبديًا في السموات. في الصباح استدعاهم الوالي، وحاول معهم مرة أخرى أن يبخروا للآلهة، فإذا بالأم دولاجي تصرخ معلنة إيمانها المسيحي هي وأولادها، أُلقيت الأم وأولادها في السجن لتنفيذ حكم الإعدام. وأمر أريانوس بقطع رؤوسهم، على أن يُذبح أولادها على ركبتيها الواحد تلو الآخر، وفيما كانوا يفعلون ذلك كانت ترتل وتصلي، وأخيرًا قطعوا رأسها. ما زالت أجسادهم بالكنيسة التي تحمل اسمهم بمدينة إسنا حتى الآن. تحتفل الكنيسة بعيد استشهادهم في السادس من شهر بشنس.

## مواضيع مرتبطة
- أقباط
- تاريخ مصر المسيحية
- معهد الدراسات القبطية
- كنيسة قبطية أرثوذكسية